# 格里菲斯冰原島峰
76°28′S 143°45′W / 76.467°S 143.750°W
格里菲斯冰原島峰（英語：Griffith Nunataks）是南極洲的冰原島峰，位於瑪麗伯德地，處於奧康納冰原島峰和珀金斯山之間的巴爾肯冰川南岸，屬於福特山脈的一部分，在1940年由美國研究隊發現，現時由南極條約體系管理。